# Bredtvet

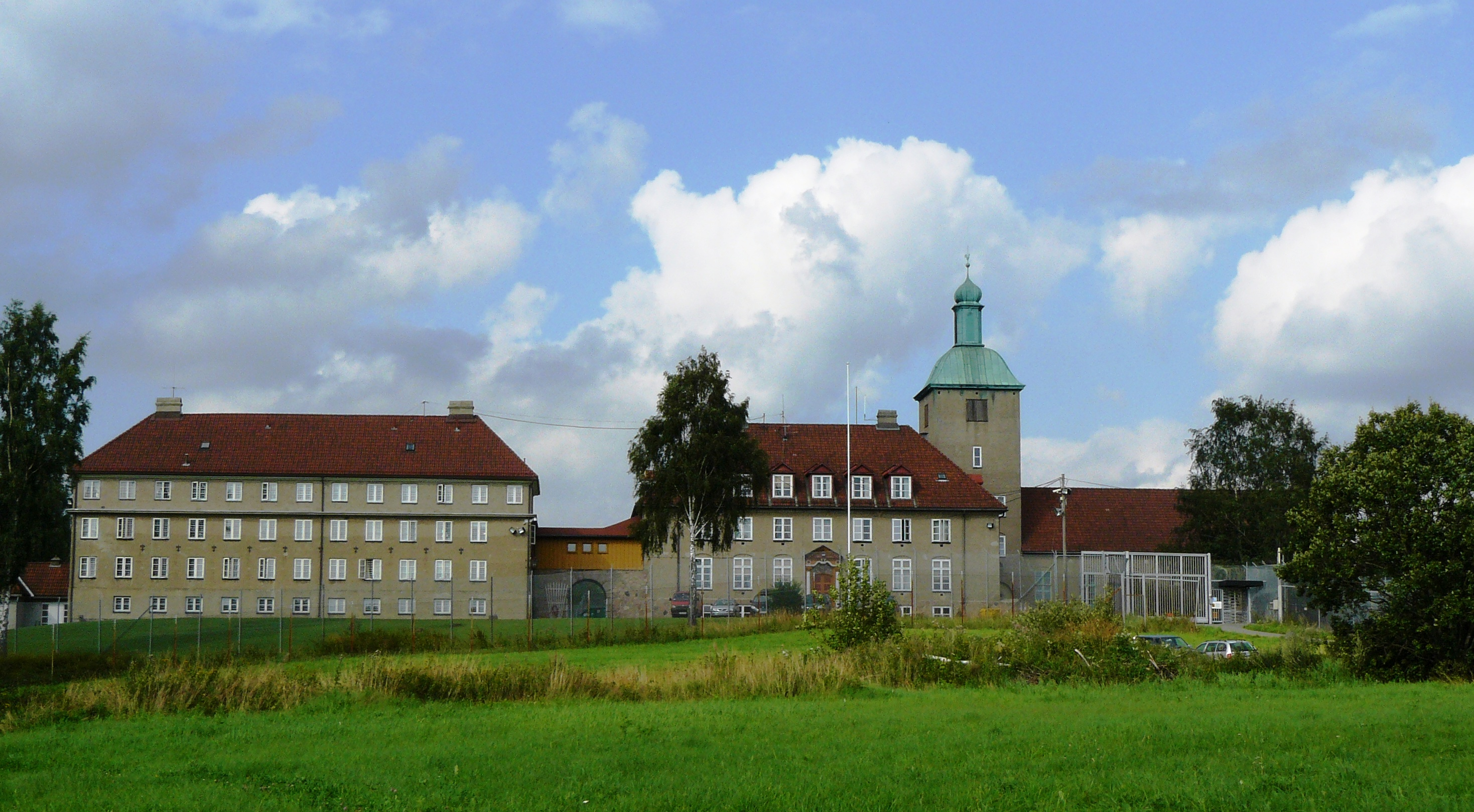
Bredtveits kvinnofängelse ligger på Bredtvet

Bredtvet (även Bredtveit och Bredtvedt) är ett område i stadsdelen Bjerke i Groruddalen i nordöstra Oslo. Området är en åsrygg belägen mellan Veitvet i väster och Kalbakken i öster. Riksväg 4, Trondheimsveien bildar gränsen mot Rødtvet och Lillomarka i norr och över Østre Aker vei ligger stadsdelen Alna i söder.
Namnet kommer från fornnordiskans breidr och tveit för en bred röjning eller utskild jord. 

## Bredtveit gård
Bredtveit gård var tidigare en storgård. Den är inte nämnd i skrifter från medeltiden, men var krongods och noterades såld 1662. Gården är känd som hem till lekpredikant Hans Nielsen Hauge från 1817 till 1824. 1929 köpte kommunen gården och husen har sedan dess rivits. På gården byggdes Bredtvet kirke 1977. En obelisk med en minnestavla av Hauge har rests i kyrkträdgården. 
Bredtveit kvinnofängelse ligger precis norr om kyrkan. Bygget till den nedlagda Bredtvet videregående skole ligger på den södra sidan av kyrkan, medan Statpeds kempetansesentra, Bredtvet kompetansesenter och Torshov kompetansesenter ligger mot sydost.